# Loom
Loom, stilizzato LOOM, è un'avventura grafica prodotta e pubblicata nel 1990 dalla Lucasfilm Games (ora nota come LucasArts). È stato il quarto gioco a usare il motore di gioco SCUMM. A capo del progetto fu Brian Moriarty, un ex dipendente della Infocom e autore di alcune avventure testuali divenute dei classici, come Wishbringer (1985), Trinity (1986) e Beyond Zork (1987).

## Trama
In un mondo antico, la gente vive chiusa nel proprio clan e disdegna i contatti con altri popoli. Una donna appartenente alla corporazione dei tessitori decide di sfruttare il più grande segreto del proprio clan, e "tesse" nel destino la nascita di un figlio. In seguito a questa grave colpa, viene immediatamente bandita dal villaggio ma il bambino, Bobbin Threadbare, rimane nel clan accudito dalla madre adottiva Hetchel.
Il giorno del diciassettesimo compleanno di Bobbin, Hetchel viene trasformata in un cigno per castigo dagli anziani della gilda, che subito dopo vengono anch'essi misteriosamente trasformati in uccelli e fuggono attraverso un varco dimensionale, subito seguiti da Hetchel.
Bobbin si trova costretto a imparare le arti magiche e a viaggiare per il mondo cercando di fermare l'avvento del Caos.

## Modalità di gioco
Sul classico modello di interfaccia delle avventure grafiche è stato innestato un elemento innovativo: le azioni devono essere svolte riproducendo un motivo musicale. Gli scenari suggeriscono nuovi motivi (nel contesto del gioco sono chiamati "trame", proponendo così un parallelo con il mondo dei tessitori) che possono essere suonati, una volta raggiunto il sufficiente livello di esperienza, per ripetere i fenomeni osservati.
La melodia, ripetuta al contrario, può essere utilizzata per ottenere l'effetto opposto; le azioni non "invertibili" sono associate a un motivo con costrutto palindromo.
Sono disponibili tre livelli di difficoltà, ognuno si differenzia nel modo in cui le note suonate vengono evidenziate. Ad esempio, il livello "Standard" indica le note su una scala musicale sotto la staffa da mago, mentre il livello "Expert" non mostra le note e devono quindi essere interpretate ad orecchio. Nella versione originale, i giocatori esperti vengono ricompensati con una scena extra, che non compare giocando con le altre due difficoltà. In questa scena un chierico tenta di abbassare il cappuccio di Bobbin, ma scompare in un lampo di luce accecante venendo assorbito dal protagonista. 
La successiva uscita della versione CD-ROM, tuttavia, mostra la stessa versione ridotta di questa scena con tutte le difficoltà di gioco.

## Seguiti
Loom fu un buon successo commerciale (soprattutto la versione per FM Towns), almeno a quanto riporta l'autore Brian Moriarty. Non era tuttavia stato pianificato alcun sequel, nonostante il finale rimasto in sospeso, benché Moriarty, a gioco ultimato, cominciò a partorire qualche idea su due possibili seguiti.
Il primo gioco si sarebbe intitolato Forge, con protagonista Rusty Nailbender, il giovane fabbro che Bobbin incontra nel primo gioco. Aiutato proprio dal tessitore (sotto forma di cigno), Rusty avrebbe dovuto strappare la Forgia dalle grinfie del Caos, che se ne appropria in Loom, trasformandola nella sua fortezza volante.
L'ultimo capitolo avrebbe dovuto chiamarsi The Fold, con personaggio principale la pastoressa Fleece Firmflanks. La trilogia sarebbe culminata con una battaglia di dimensioni epiche, con Rusty, Fleece, gli anziani tessitori e tutte le gilde unite sotto un'unica bandiera per sconfiggere Caos. Dopo la vittoria, Bobbin sarebbe divenuto capo dei tessitori, mentre Fleece e Rusty si sarebbero sposati.
Tuttavia Moriarty era già impegnato con altri progetti e perse presto interesse per questi due potenziali seguiti. Nessun altro si sentiva in grado di portarli avanti in sua vece e perciò tutto quanto fu abbandonato.
Negli anni ci sono stati alcuni tentativi da parte dei fan di creare sequel amatoriali, per la gran parte con storie totalmente originali. Nessuno di questi progetti è arrivato però alla conclusione.
Del progetto freeware Forge: Loom Sequel è stato distribuito il primo capitolo, Forge: Chapter One.

## Musica
La colonna sonora è composta da stralci del balletto Il lago dei cigni, riarrangiati per il protocollo MIDI. Di seguito la corrispondenza fra le scene del videogioco e gli atti del balletto:
- Tema principale: Atto I n° IV: Pas de trois: I. Intrada: Allegro
- Il concilio degli anziani: Atto IV n° XXVII: Danses des petits cygnes: Moderato
- La gilda dei vetrai: Atto II n° XIII: Danses des cygnes: IV. Allegro Moderato
- La gilda dei pastori / la caverna del drago: Atto I n° VI: Pas d'action: Andantino Quasi Moderato
- La gilda dei fabbri: Atto I n° IV: Pas de trois: IV. Moderato
- La cattedrale: Atto I n° IV: Pas de trois: II. Andante sostenuto
- Il telaio (finale): Atto II n° XIV: Scene: Moderato

## Distribuzione in Italia
Loom fu l'unica avventura sviluppata Lucasarts negli anni 90 a non venire mai ufficialmente distribuita in Italia. Secondo John Holder, allora presidente del distributore italiano Leader, tale decisione fu influenzata da alcuni disguidi con i rappresentanti commerciali della Lucasarts in Italia. La traduzione del titolo era stata avviata, ma i tempi di lavorazione sembravano andare per le lunghe. Nel momento in cui Leader, tramite il presidente John Holder, se ne lamentò, Lucasarts decise di passare ad altra azienda di distribuzione per l'Italia: C.T.O. di Marco Madrigali, nel passaggio di consegne tra Leader e C.T.O., la traduzione di Loom non fu mai ultimata.